# Skąpoogonek nepalski
Skąpoogonek nepalski (Pnoepyga immaculata) – gatunek małego ptaka z rodziny skąpoogonków (Pnoepygidae). Występuje w Indiach oraz Nepalu; odnotowywany także w Chinach. Za oddzielny gatunek uznawany od roku 1991.

## Taksonomia
Gatunek po raz pierwszy opisany w roku 1991. Uprzednio włączany był w skąpoogonka płowego (P. albiventer). Wyróżniony został na podstawie głosu. Nazwa rodzajowa Pnoepyga pochodzi od dwóch greckich słów, pnoē (podmuch) oraz pugē (kuper). Nazwa gatunkowa immaculata oznacza z łaciny gładki, czysty lub pozbawiony plamek. Nie wyróżnia się podgatunków.

## Zasięg występowania
Większą część zasięgu, szacowanego na 20 900 km², przypada na nepalską część Himalajów. W niewielkim fragmencie gatunek spotykany również w północnych Indiach w stanie Sikkim. W 2010 roku został odnotowany w chińskim mieście Zhangmu, mieszczącym się nieopodal granicy z Nepalem. Skąpoogonek nepalski występuje na wysokości 2100–3100 m n.p.m. Środowisko życia stanowią doliny rzeczne, szczególnie te porośnięte bambusami. W miejscach, gdzie zimuje, chętnie przebywa w paprociach porastających brzegi strumieni.

## Morfologia
Długość ciała wynosi 10 cm. W porównaniu do P. albiventer, posiada dłuższy dziób. Dziób ciemnoszary, dolna jego część u nasady jaśniejsza. Pióra na grzbiecie od nasady po koniec stają się stopniowo z brązowych żółtawo obrzeżone, co daje efekt podobny do łuskowania. Pióra na spodzie ciała brązowe, zaś na obrzeżeniach płowe. Lotki ciemnoszare z brązowymi obrzeżeniami. Sterówki bardzo krótkie, niekiedy niewidoczne spod piór. Gardło jasne z dwoma brązowawymi pasami przyżuchwowymi. Nogi i stopy pomarańczowawe.

## Behawior
Pieśń terytorialną stanowią krótkie, powtarzane w regularnych lub nie odstępach, gwiżdżące odgłosy. Mają częstotliwość 6–8 kHz, w porównaniu do głosu skąpoogonka płowego są wyższe. Dodatkowo u P. albiventer pieśń terytorialna ma częstotliwość 2,7–7,5 kHz.
Jedyne dane o lęgach pochodzą z roku 1999. 5 czerwca zaobserwowano skąpoogonka nepalskiego, kiedy wchodził do otworu w skarpie. Po chwili ponownie się do niego udał, tym razem z materiałem na gniazdo w dziobie. Wylot gniazda mieścił się 3 metry nad taflą strumienia. Obserwacje miały miejsce na wysokości 1962 m n.p.m.

## Status
IUCN od 2000 roku uznaje skąpoogonka nepalskiego za gatunek najmniejszej troski (LC – Least Concern); wcześniej, od 1994 roku miał on status bliski zagrożenia, a od 1988 – najmniejszej troski. Liczebność populacji nie została oszacowana, ale ptak ten opisywany jest jako lokalny i dość pospolity. Trend liczebności populacji uznawany jest za stabilny.